# Camponotus fugax
Camponotus fugax är en myrart som beskrevs av Auguste-Henri Forel 1902. Camponotus fugax ingår i släktet hästmyror, och familjen myror. Inga underarter finns listade.